# بنجامين إمونز
بنجامين إمونز هو سياسي أمريكي، ولد في 11 مايو 1777 في وودستوك في الولايات المتحدة، وتوفي في 8 مارس 1843. انتخب عضو مجلس ولاية ميزوري ‏ وانتخب عضو مجلس نواب ولاية ميزوري ‏.